# 堅尼街車站
堅尼街車站（英語：Canal Street station）是美國紐約地鐵一個車站複合群，位於曼哈頓華埠和蘇豪區，由BMT百老匯線、IRT萊辛頓大道線與BMT拿骚街線共用。設有以下列車服務：
- 6號線、J線、N線、Q線列車（任何時候停站）
- R線列車（任何時候停站（深夜除外））
- W線列車（僅平日停站）
- <6>列車（僅繁忙時段的尖峰方向停站）
- Z線列車（僅繁忙時段的尖峰方向停站）
- 4號線列車（僅深夜停站）

## 車站結構
| G                         | 街道               | 出入口 堅尼街及拉法葉街東北角的升降機只限北行，西北角只限南行                                                       |
| B1 萊辛頓大道線月台       | 側式月台，右側開門 | 側式月台，右側開門                                                                                                  |
| B1 萊辛頓大道線月台       | 北行               | 往佩勒姆灣公園（ 往帕克徹斯特（尖峰時段及日中時段））（泉街） · 深夜時往伍德羅恩（泉街）                            |
| B1 萊辛頓大道線月台       | 北行快速           | 不停靠 |
| B1 萊辛頓大道線月台       | 南行快速           | 不停靠 |
| B1 萊辛頓大道線月台       | 南行               | 往布魯克林大橋-市政府（總站） · 深夜時往新地段大道（布魯克林大橋-市政府）                                           |
| B1 萊辛頓大道線月台       | 側式月台，右側開門 | |
| B1 拿骚街線月台           | 北行               | 無服務 |
| B1 拿骚街線月台           | 島式月台，不使用   | |
| B1 拿骚街線月台           | 舊北行             | 道床 |
| B1 拿骚街線月台           | 北行               | （黃昏尖峰時段）往牙買加中心-帕森斯/射手（布利）                                                                    |
| B1 拿骚街線月台           | 島式月台，左側開門 | |
| B1 拿骚街線月台           | 南行               | （早上尖峰時段）往寬街（錢伯斯街）                                                                                  |
| B2 百老匯線月台（經隧道） | 側式月台，右側開門 | 側式月台，右側開門                                                                                                  |
| B2 百老匯線月台（經隧道） | 北行               | 往森林小丘-71大道（王子街） · 平日（ 深夜）往迪特馬斯林蔭路（王子街）                                               |
| B2 百老匯線月台（經隧道） | 北行從市政府       | 儲車軌道 |
| B2 百老匯線月台（經隧道） | 南行往市政府       | 儲車軌道 |
| B2 百老匯線月台（經隧道） | 南行經隧道         | 往灣脊區-95街（市政府） · 平日往白廳街-南碼頭（市政府） · 深夜時往康尼島-斯提威爾大道（市政府）                     |
| B2 百老匯線月台（經隧道） | 側式月台，右側開門 | |
| B3 百老匯線月台（經橋）   | 側式月台，右側開門 | 側式月台，右側開門                                                                                                  |
| B3 百老匯線月台（經橋）   | 北行快速           | 往迪特馬斯林蔭路（14街-聯合廣場（平日）/王子街（週末） · 往96街（14街-聯合廣場（除深夜外任何時候）/王子街（深夜時） |
| B3 百老匯線月台（經橋）   | 南行經橋           | 經海灘往康尼島-斯提威爾大道（大西洋大道-巴克萊中心） · 經布萊頓往康尼島-斯提威爾大道（德卡爾布大道）                |
| B3 百老匯線月台（經橋）   | 側式月台，右側開門 | |

此複合包括了以地下道連接的原本分屬四條路線的車站。其中三個與堅尼街垂直，並分別跨過百老匯（百老匯線）、拉法葉街（萊辛頓大道線）及中央街（拿骚街線）。百老匯-曼哈頓橋線月台直接位於堅尼街正下方，同時其月台亦成為與其他路線的轉乘通道。
複合於1999至2004年完全翻新。

## IRT萊辛頓大道線月台
堅尼街車站位於IRT萊辛頓大道線，是一個慢車地鐵站，設有兩個側式月台和四條軌道。此站於1904年10月27日作為原初地鐵一部分啟用。由於在1940至1950年代曾進行月台延長，車站明顯分為兩部分。車站設有IND型「往堅尼街」（To Canal Street）指示牌，亦裝設了新燈光。
各月台擁有各自的無障礙通行升降機（位於閘機以外）通行堅尼街與拉法葉街的西北角或東北角。這些升降機於車站複合1990年代末至2000年代初翻新時裝設。北行月台的升降機前往該路口的東北角，而南行月台的升降機則前往西北角。由於升降機位於閘外，南行和北行月台無法無障礙轉乘；然而各IRT月台皆與BMT橋線月台連接，因此與彼此和複合其餘部分經樓梯連接。

### 圖庫

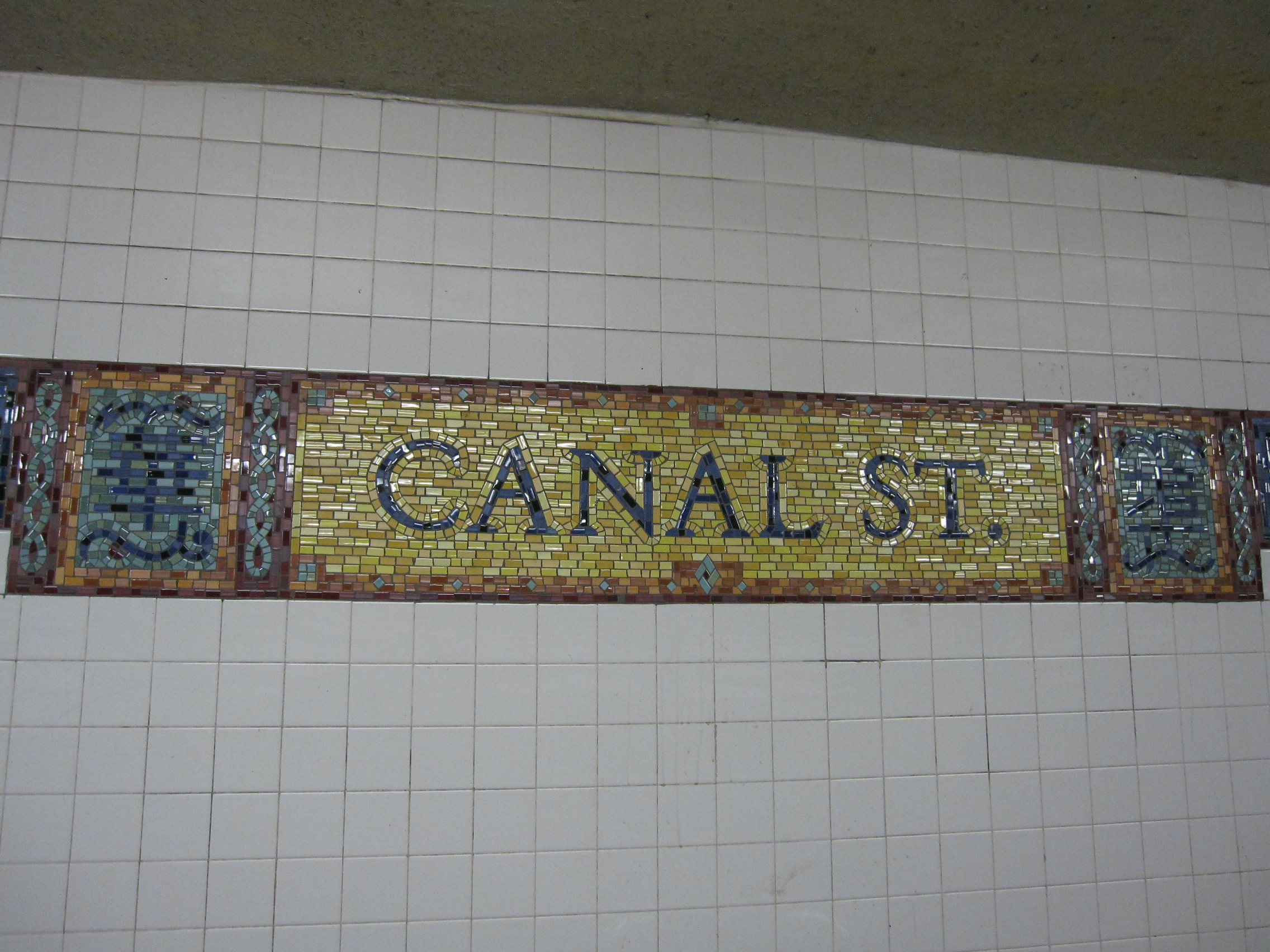
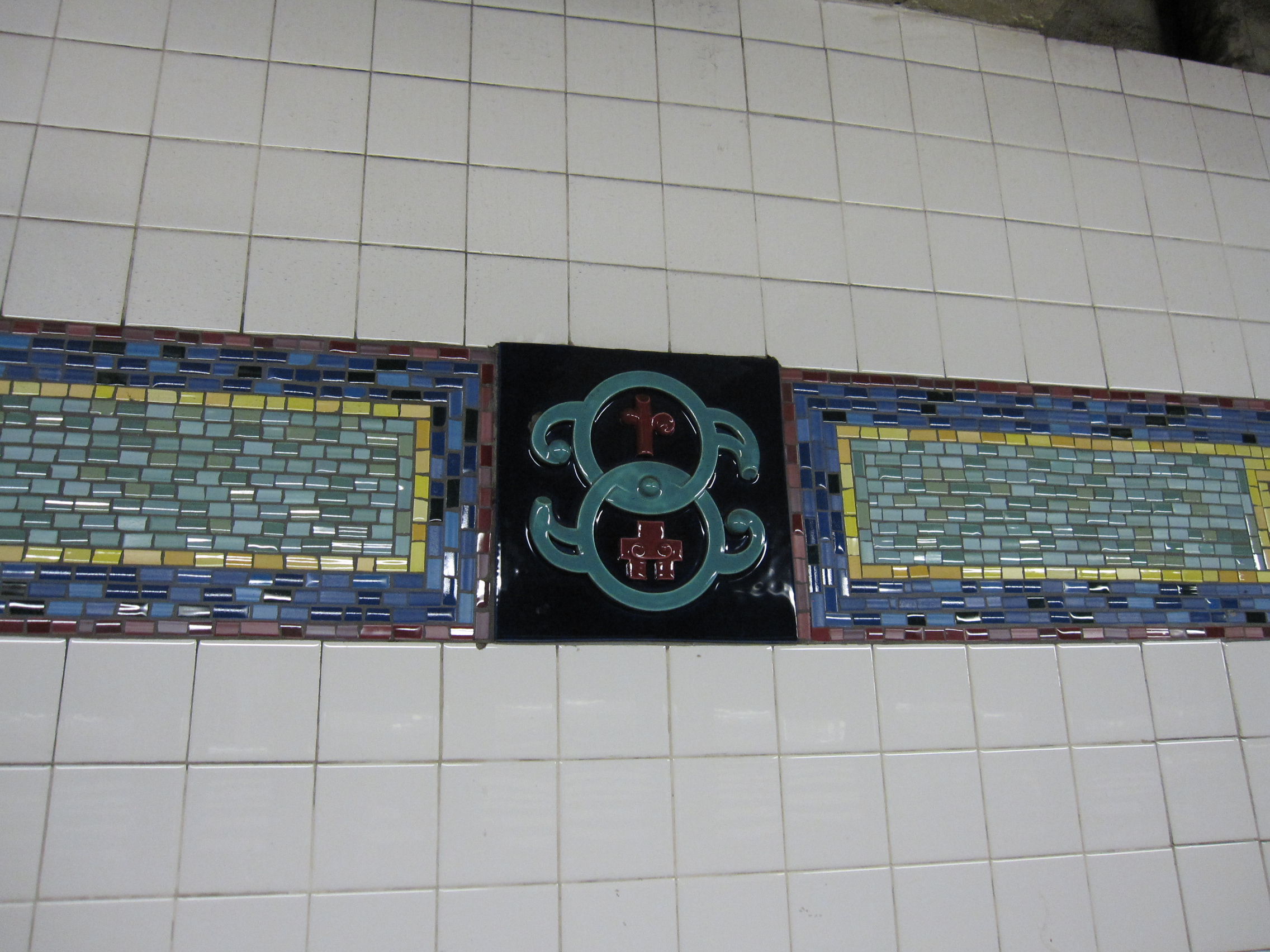

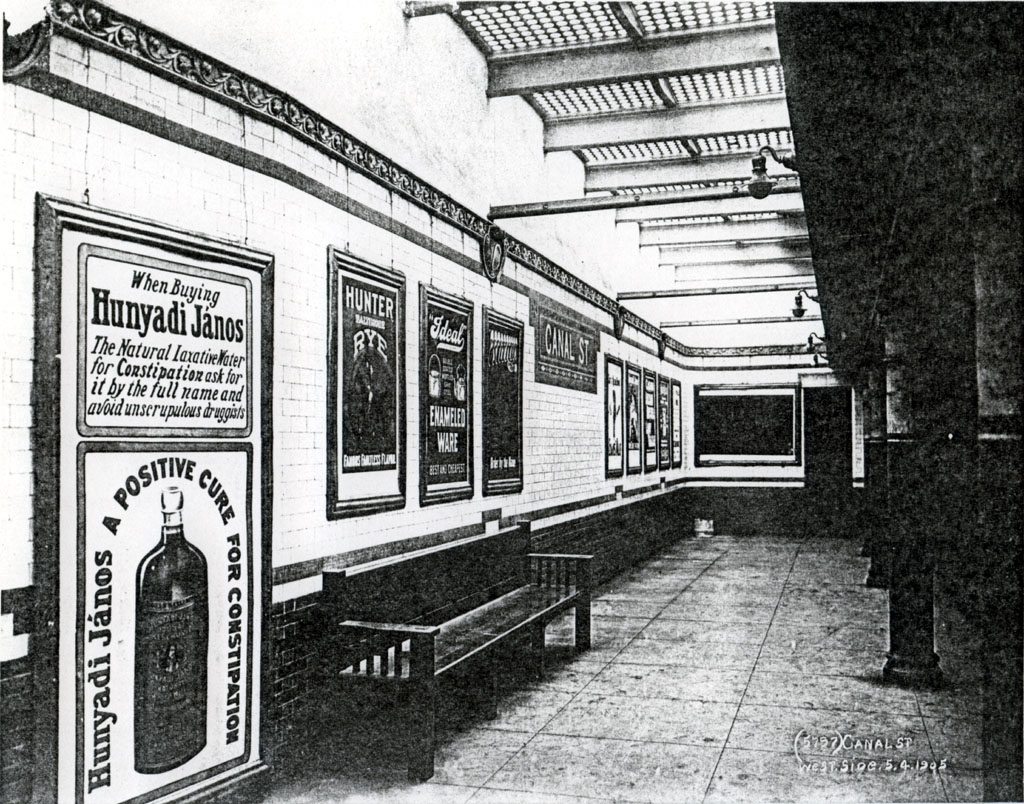
The station used to have skylights to let natural light in (1905)
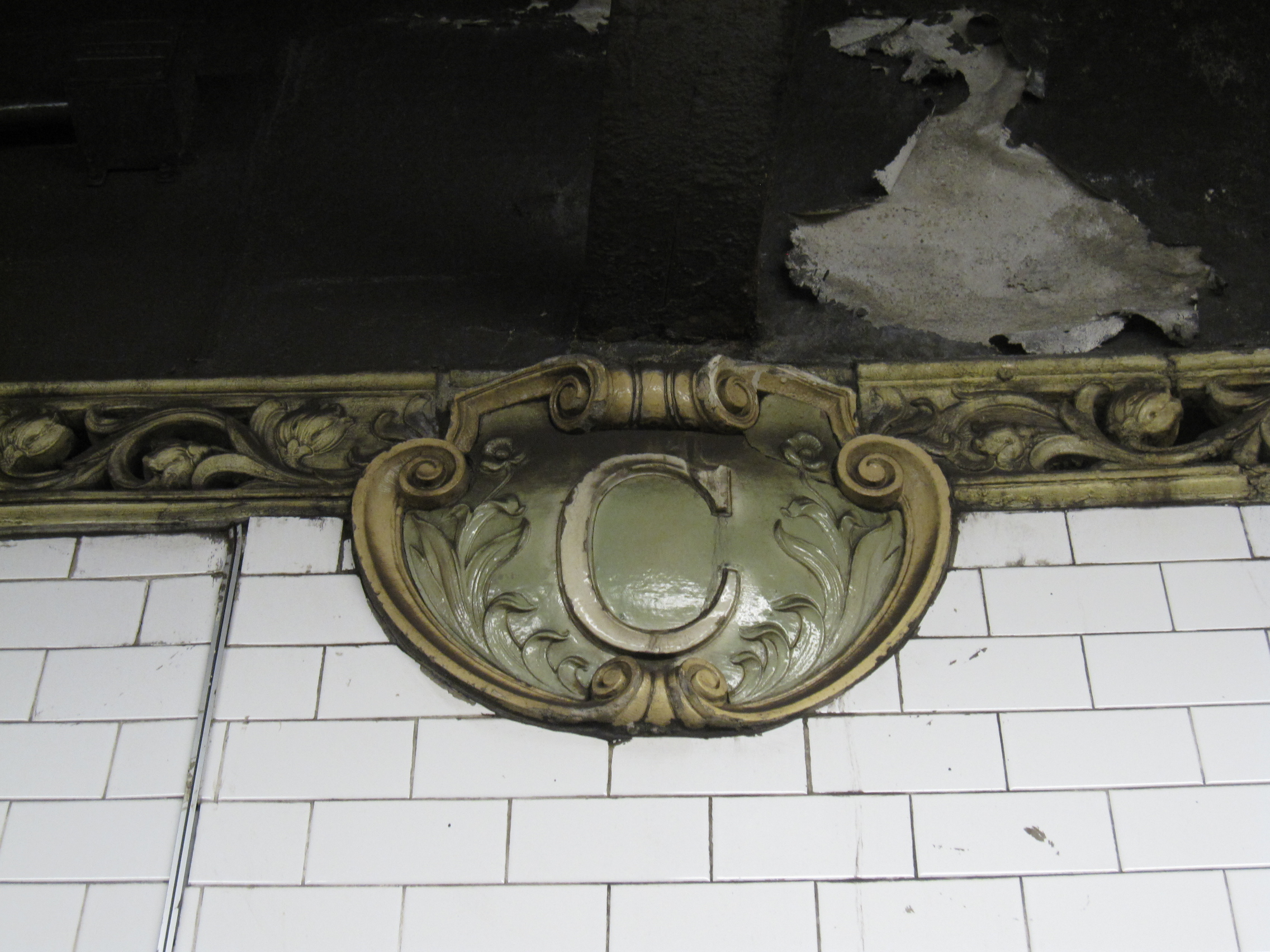
Terra-cotta plaque by Heins & LaFarge/Atlantic Terra Cotta Company, 1904.
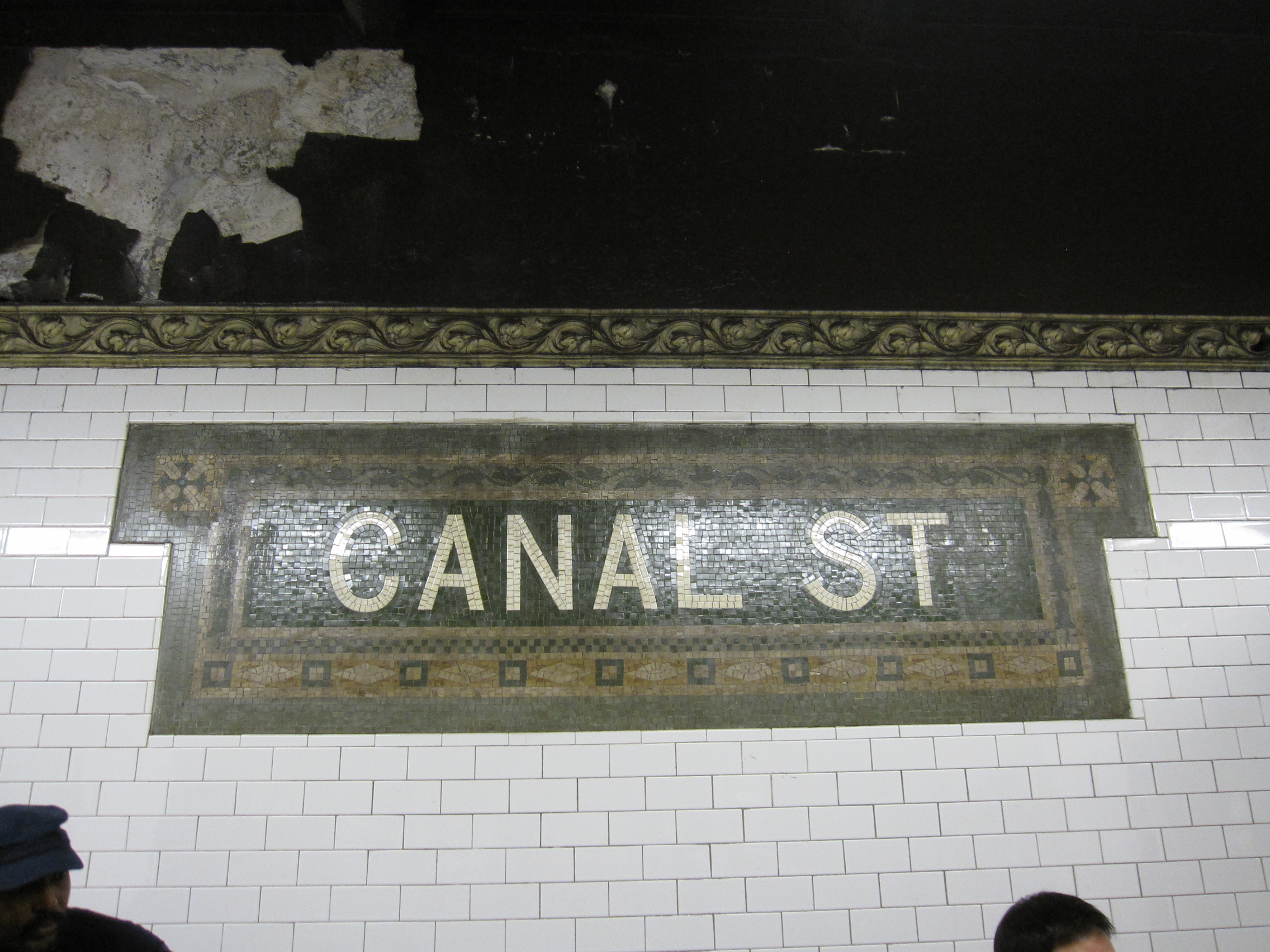
Name tablet by Heins & LaFarge/Manhattan Glass Tile Company, 1904.

## BMT拿骚街線月台
堅尼街車站位於BMT拿骚街線，設有兩個島式月台和三條軌道，但乘客只可使用西島式月台。過去堅尼街車站除了內側軌道於南端止衝擋結束和一個月台層連接兩個月台南端以外，都類似一個典型的快車地鐵站。這些軌道最後於1990年代中週末的J線列車以此站而非錢伯斯街車站時使用。
2004年拿骚街線重新配置後，東（舊「北行」）月台被廢棄，現時用作儲物空間，而月台層連接已經移除，以便舊南行快車軌道繼續南行。最西側（舊「南行」月台繼續營運，而兩條軌道都提供通過線服務。南行列車使用舊南行慢車軌道而北行列車使用舊南行快車軌道。舊北行慢車軌道現時用作非營運用途、列車儲存以及緊急情況同時北行快車軌道被移除的情況下。舊北行慢車軌道與舊南行快車軌道（後者現時為北行軌道）於車站以南匯合。
此站於1909年末完成，包括一個跨過計劃中下穿此線的堅尼街地鐵。部分堅尼街地鐵工程已經完工，成為曼哈頓橋線的一部分。
受錢伯斯街車站工程延誤影響，此部分的拿骚/中央街地鐵於1913年8月才通車。
車站以南設有未使用的軌道樁，曾經延長至曼哈頓大橋。

## BMT百老匯線月台
堅尼街車站設有四個月台，分別位於兩層，被大都會運輸署視為兩個位於BMT百老匯線的車站，其中一組月台為前往曼哈頓下城和蒙塔格街隧道的列車使用；另一組為由曼哈頓大橋開抵的列車使用。

### 主線月台（上層）
位於主線的堅尼街車站設有兩個側式月台和四條軌道。只有外側慢車軌道提供經蒙塔格街隧道的服務。中央軌道從未營運，於市政府車站未使用的下層開始北行至此，並於三分之二的路程止於止衝擋。中央軌道可用作後備，但在市政府車站下層用作後備車廠後變得多餘。
作為雙重合約的一部分，這些中央軌道會繼續前往百老匯，客源為布魯克林和蒙塔格街隧道；而慢車軌道於市政府車站上層終止。該計劃在路線完工前已被放棄。新計劃建議慢車軌道途經市政府車站上層，並將該站以南重建連接路線其餘的慢車和經曼哈頓大橋的快車服務。於是市政府車站下層在建設時已廢棄，而且從未營運。今天，車站以北，實際的快車軌道於曼哈頓大橋轉向北，上升並取代市政府車站下層的中央軌道。
2001年，上層在橋層重開以前迎來了大修。除了重修樓梯，重鋪瓷磚，新地磚，升級車站照明和公共地址系統，在月台邊緣安裝ADA黃色安全踏板，新指示牌，和來回方向安裝新道床。

### 橋線月台（下層）
位於曼哈頓橋路線的堅尼街車站設有兩個側式月台和兩條軌道。此站初啟用時站名為「百老匯」（Broadway）。雖然技術上位於BMT百老匯線，但其原先為一個獨立於主線的車站。車站位於下層，並於車站複合其他部分垂直。車站以東，軌道跨過曼哈頓大橋南側進入布魯克林。車站以西，橋線軌道轉北，上升至慢車上層月台並成為快車軌道。
在雙重合約以下，此站本來是堅尼街下方跨城線的一部分，由曼哈頓大橋前往哈德遜河，或前往西街；然而在百老匯線啟用前，BMT決定將曼哈頓大橋的路線轉移到百老匯線快車軌道。在下層軌道由橋線月台轉向北以後，隧道繼續直線前進通過分支到百老匯的路線。車站西端往西的鐘口是原初計劃的願景，並長100英呎。
除了1990年三個月的時間以外，列車服務由1988年至2001年曼哈頓大橋重建計劃期間停運。月台繼續作為車站複合其餘部分的轉乘通道開放。介乎曼哈頓和布魯克林之間的服務改路至蒙塔格街隧道。該三個月時期原先預計在大橋工程尚未啟動前容許列車通過大橋，但1990年12月27日發現失去了鋼板和鏽蝕，影響橋樑的整體安全性導致此服務被迫中止。1997年一度設有由亞歷山大·布羅德斯基製作、名為「堅尼街運河」（Canal Street Canal）的臨時藝術展品，安裝於北行軌道。其包括一個裝滿水的大型防水箱，並有威尼斯運河船浮在裡面。月台於2001年7月22日重開，並安裝了新地磚，升級了照明和公共地址系統，月台邊緣安裝了ADA黃色安全踏板，新指示牌和來回方向新道床。
車站以東為前往BMT拿骚街線錢伯斯街車站的軌道。這些軌道前往曼哈頓大橋南側軌道，而百老匯列車於大橋北側軌道行駛。這些軌道於1967年克里斯蒂街連接啟用以後被截斷，再沒有任何軌道或任何其他基建設施。

## 延伸閱讀
- Lee Stokey. Subway Ceramics : A History and Iconography. 1994. ISBN 978-0-9635486-1-0

## 外部連結
- nycsubway.org—IRT East Side Line: Canal Street
- nycsubway.org—BMT Nassau St./Jamaica Line: Canal Street
- nycsubway.org—BMT Broadway Line: Canal Street
- nycsubway.org — Canal Street Canal Artwork by Alexander Brodsky (1997) (no longer in display) （页面存档备份，存于）
- nycsubway.org — Empress Voyage 2/27/1784 Artwork by Bing Lee (1998) （页面存档备份，存于）
- nycsubway.org （页面存档备份，存于）:
  - Early Rapid Transit in Brooklyn, 1878 to 1913 （页面存档备份，存于）
  - Broadway Subway Now Open （页面存档备份，存于）, Public Service Record, Volume IV, Number 9: September 1917
  - Opening of the Broadway Subway （页面存档备份，存于）, a collection of New York Times articles from 1918 regarding the then-new BMT Broadway Line
- Station Reporter — Canal Street Complex
- Forgotten NY — Original 28 - NYC's First 28 Subway Stations （页面存档备份，存于）
- MTA's Arts For Transit — Canal Street
- Centre Street entrance south of Canal Street from Google Maps Street View （页面存档备份，存于）
- Canal Street and Lafayette Street entrance from Google Maps Street View （页面存档备份，存于）
- Canal Street and Broadway entrance from Google Maps Street View （页面存档备份，存于）
- Abandoned Stations - Canal St east side platform (BMT Nassau/Centre Street Subway) （页面存档备份，存于）